# Basellaceae
Basellaceae Raf. è una famiglia di piante angiosperme dell'ordine Caryophyllales.

## Descrizione
La famiglia comprende piante succulente rampicanti.
Sono accomunate dalla presenza di un fiore sotteso da due bratteole, con perianzio composto da due sepali e 5 petali; presentano inoltre un frutto indeiscente, circondato dal perianzio persistente.

## Distribuzione e habitat
La famiglia è nativa delle aree tropicali e subtropicali di America, Africa sud-orientale e Madagascar.
La maggior parte delle specie popola ambienti aridi.

## Tassonomia
La famiglia comprende 19 specie in 4 generi:
- Anredera Juss. (12 specie)
- Basella L. (5 spp.)
- Tournonia Moq. (1 sp.)
- Ullucus Caldas (1 sp.)

## Usi
Due specie, Basella alba e Ullucus tuberosus, sono coltivate per l'alimentazione umana e rivestono una certa importanza economica.